# 髙橋壱晟
髙橋 壱晟（たかはし いっせい、1998年4月20日 - ）は、青森県青森市出身のプロサッカー選手。Jリーグ・ジェフユナイテッド千葉所属。ポジションはミッドフィールダー（MF）。

## 来歴

### プロ入り前
青森FCでサッカーを始め、青森山田中学校に進学。青森山田中では2012年に全国中学校サッカー大会で優勝を果たした。青森山田高校に進級すると2年生の時に主力として、第94回高校選手権で4得点をあげてベスト4入りに貢献した。翌年には3年生として廣末陸らとともに全国高校総体でベスト4入りし、高円宮杯U-18チャンピオンシップではサンフレッチェ広島ユースを破って優勝を果たした。第95回高校選手権では決勝まで全試合得点をして勝ち進み、決勝戦でも前橋育英高校から先制点を奪って青森県勢初となる優勝に貢献。優秀選手の一人に選ばれている。

### プロ入り後
2016年6月23日、2017シーズンよりジェフユナイテッド千葉へ加入することが内定。元々大学進学も考えていたが、クラブスタッフやパラグアイ代表のアランダの説得もあり、千葉への入団を決めた。
2017年2月26日、開幕戦のFC町田ゼルビア戦で高卒ルーキーとしては阿部勇樹以来17年ぶり となる開幕スタメンデビューを飾った。4月1日の第5節京都サンガF.C.戦でプロ初アシスト、同8日の第7節ザスパクサツ群馬戦ではプロ初ゴールを決めた。しかし夏の移籍期間に為田大貴や矢田旭が加入すると出番を失い、終盤はベンチを温める日が続いた。
2018年シーズンも千葉と契約を更新し、背番号を17番に変更することが発表されていた が、シーズン開幕直前の2月9日にレノファ山口FCへの期限付き移籍が発表された。
2018年12月28日、モンテディオ山形への期限付き移籍が発表された。移籍先の山形ではレギュラーを獲得することができず、2019シーズンは公式戦ベンチ入りさえ叶わなかった。
2020年からはジェフユナイテッド市原・千葉に復帰することが発表された。

## 人物・プレースタイル
高校3年次の選手権5戦連続得点に象徴されるように、中盤の選手ながらも得点力の高さが際立つ 一方で、高校時代より以前は攻撃でも守備でも味方やチームを「助ける」プレーが多く見られたという。元々潜在能力は高かったものの、性格が謙虚すぎたために成長を妨げていた点を見抜いた青森山田高校監督の黒田剛の指導の下で、点を取る感覚を養ったという。

## 所属クラブ
- 青森FC
- 青森山田中学校
- 青森山田高校
- 2017年 -  ジェフユナイテッド市原・千葉
  - 2018年   レノファ山口FC（期限付き移籍）
  - 2019年  モンテディオ山形（期限付き移籍）

## 個人成績
| 国内大会個人成績 | 国内大会個人成績 | 国内大会個人成績 | 国内大会個人成績 | 国内大会個人成績 | 国内大会個人成績 | 国内大会個人成績 | 国内大会個人成績 | 国内大会個人成績 | 国内大会個人成績 | 国内大会個人成績 | 国内大会個人成績 |
| 年度             | クラブ           | 背番号           | リーグ           | リーグ戦         | リーグ戦         | リーグ杯         | リーグ杯         | オープン杯       | オープン杯       | 期間通算         | 期間通算         |
| 年度             | クラブ           | 背番号           | リーグ           | 出場             | 得点             | 出場             | 得点             | 出場             | 得点             | 出場             | 得点             |
| 日本             | 日本             | 日本             | 日本             | リーグ戦         | リーグ戦         | リーグ杯         | リーグ杯         | 天皇杯           | 天皇杯           | 期間通算         | 期間通算         |
| ---------------- | ---------------- | ---------------- | ---------------- | ---------------- | ---------------- | ---------------- | ---------------- | ---------------- | ---------------- | ---------------- | ---------------- |
| 2017             | 千葉             | 32               | J2               | 23               | 2                | -                | -                | 1                | 0                | 24               | 2                |
| 2018             | 千葉             | 17               | J2               | 0                | 0                | -                | -                | -                | -                | 0                | 0                |
| 2018             | 山口             | 28               | J2               | 10               | 0                | -                | -                | 1                | 0                | 11               | 0                |
| 2019             | 山形             | 20               | J2               | 0                | 0                | -                | -                | 0                | 0                | 0                | 0                |
| 2020             | 千葉             | 32               | J2               | 21               | 3                | -                | -                | -                | -                | 21               | 3                |
| 2021             | 千葉             | 32               | J2               | 34               | 3                | -                | -                | 2                | 0                | 36               | 3                |
| 2022             | 千葉             | 32               | J2               | 8                | 1                | -                | -                | 0                | 0                | 8                | 1                |
| 2023             | 千葉             | 2                | J2               | 30               | 0                | -                | -                | 1                | 0                | 31               | 0                |
| 2024             | 千葉             | 2                | J2               | 37               | 1                | 1                | 0                | 1                | 0                | 39               | 1                |
| 2025             | 千葉             | 2                | J2               |                  |                  |                  |                  |                  |                  |                  |                  |
| 通算             | 日本             | 日本             | J2               | 163              | 10               | 1                | 0                | 6                | 0                | 170              | 10               |
| 総通算           | 総通算           | 総通算           | 総通算           | 163              | 10               | 1                | 0                | 6                | 0                | 170              | 10               |

出場歴
- Jリーグ初出場 - 2017年2月26日 J2第1節 FC町田ゼルビア戦 (町田市立陸上競技場)
- Jリーグ初得点 - 2017年4月8日 J2第7節 ザスパクサツ群馬戦 (フクダ電子アリーナ)

その他の公式戦
- 2023年
  - J1昇格プレーオフ 1試合0得点

## タイトル

### チーム
青森山田中学校
- 全国中学校サッカー大会（2012年）

青森山田高校
- 高円宮杯U-18サッカーリーグ EAST（2016年）
- 高円宮杯U-18サッカーリーグ チャンピオンシップ（2016年）
- 全国高校サッカー選手権大会（2017年）

### 個人
- 全国高等学校総合体育大会・優秀選手（2016年）
- 全国高等学校サッカー選手権大会・優秀選手（2016年）

## 代表歴
- U-19日本代表
  - SBSカップ 国際ユースサッカー（2016年）